# Max-Pol Fouchet

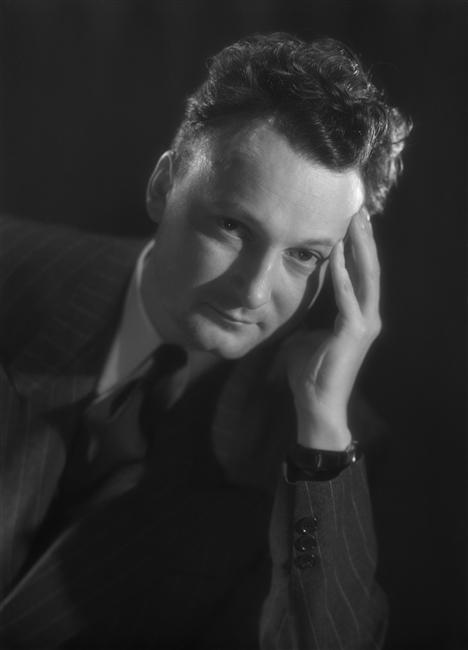
Max-Pol Fouchet (1948)

Max-Pol Fouchet (* 1. Mai 1913 in Saint-Vaast-la-Hougue; † 22. August 1980 in Avallon) war ein französischer Schriftsteller, Kunstkritiker und Fernsehjournalist.

## Leben und Werk
Max-Pol Fouchet ging nach dem Ersten Weltkrieg mit seinen Eltern nach Algier und besuchte das dortige Lycée Hoche, wo er Albert Camus zum Mitschüler hatte. Er machte 1930 Abitur und gründete 1939 die Zeitschrift Fontaine, die von Algier aus zum literarischen Sammelbecken der Résistance wurde. Nach dem Zweiten Weltkrieg reiste er um die Welt und gehörte anschließend mit Pierre Desgraupes (1918–1993) und Pierre Dumayet (1923–2011) zu den Pionieren des Kulturfernsehens, mit der literarischen Fernsehsendung Lectures pour tous (1953–1968) und weiteren Kultursendungen wie Le Fil de la vie und Terre des Arts (1964–1974). Seine ab 1936 veröffentlichte Dichtung wurde 1961 in dem Band Demeure le secret versammelt (zuletzt Actes Sud, Arles 2008). In seinem letzten Lebensjahrzehnt veröffentlichte er Erzählungen und Romane. Fouchet hatte ab 1957 einen Zweitwohnsitz in Vézelay. Er starb 1980 an einem Hirnschlag und wurde auf dem Friedhof von Vézelay beigesetzt.

## Werke

### Reiseberichte, Kunstkritik, Musikkritik
- Les peuples nus. Corrêa, Paris 1953.
- Terres indiennes. Clairefontaine, Lausanne 1955.
- L’art amoureux des Indes. Gallimard, Paris 1957.
  - (deutsch) Tempelplastik der Inder. Goverts, Stuttgart 1960.
- Portugal des voiles. Clairefontaine, Lausanne 1959.
- L’Art à Carthage. G. Fall, Paris 1962.
- Nubie, splendeur sauvée. Clairefontaine, Lausanne 1965.
  - (deutsch) Nubien. Geborgene Schätze. Kohlhammer, Stuttgart 1965.
- Liban. Lumière des siècles. Clairefontaine, Lausanne 1967.
- Lire Rembrandt. Les Éditeurs français réunis, Paris 1970.
- Les Nus de Renoir. Clairefontaine, Lausanne 1974.
- (mit Robert Doisneau) Le Paris de Robert Doisneau et Max-Pol Fouchet. Les Éditeurs français réunis, Paris 1974.
  - (deutsch) Das Paris von Robert Doisneau und Max-Pol Fouchet. Verlag Volk u. Welt, Berlin 1976.
- Corot. H. Scrépel, Paris 1975.
- Gauguin. H. Scrépel, Paris 1975.
- Helman. Éditions Cercle d’art, Paris 1975. (Robert Helman, 1910–1990)
- Eloges de Sidi Bou Saïd. Cérès, Tunis 1975.
- Wifredo Lam. Éditions Cercle d’art, Paris 1976.
- Bertholle. Éditions le Sphinx, Paris 1979. (Jean Bertholle, 1909–1996)
- Joseph Haydn, sa vie, ses œuvres. 1979. (Audio-Kassette)
  - (deutsch) Joseph Haydn. Sein Leben, seine Musik, erzählt von Karlheinz Böhm. Text: Max-Pol Fouchet. Dt. Fassung: Susanne Kaiser. Regie: Petra Schmidt-Decker. 2006, 2019. (Audio-Kassette)
- François Couperin, sa vie, ses œuvres. 1982. (Audio-Kassette)
- Victor Hugo, imagier de l’ombre. Actes Sud, Arles 1985. (mit Zeichnungen von Victor Hugo)
- Baudelaire annonçait l’art d’aujourd’hui suivi de A quoi sert la poésie? La renaissance du livre, Tournai 2001.

### Romane und Erzählungen
- Les évidences secrètes. 1972. (Erzählungen)
- La rencontre de Santa-Cruz. Grasset, Paris 1976. (Roman)
- La relevée des herbes. Grasset, Paris 1980. (Roman)
- Histoires pour dire autre chose. Grasset, Paris 1980. (Roman)

### Weitere Werke
- (Hrsg.) Anthologie thématique de la poésie française. 1955. Seghers, Paris 1974, 1978.
- Les appels. Mercure de France, Paris 1967. (Artikelsammlung)